# Mionectes olivaceus
Mionectes olivaceus е вид птица от семейство Tyrannidae.

## Разпространение
Видът е разпространен в Боливия, Венецуела, Еквадор, Колумбия, Коста Рика, Панама, Перу и Тринидад и Тобаго.